# Delroy Facey
Delroy Facey (Huddersfield, 22 aprile 1980) è un ex calciatore grenadino, di ruolo attaccante.

## Biografia
Suo fratello minore Danny e suo cugino Anthony Griffith sono entrambi stati dei calciatori.

## Caratteristiche tecniche
Era una punta centrale.

## Carriera

### Carriera
Comincia a giocare nelle giovanili dell'Huddersfield Town, con cui debutta in prima squadra nel 1996. Nel luglio 2002 viene acquistato dal Bolton. Nel novembre 2002 viene ceduto in prestito al Bradford City. Rientrato dal prestito, non riesce a trovare spazio. Viene quindi ceduto nuovamente in prestito, questa volta al Burnley. Nella sessione invernale del calciomercato si trasferisce al West Bromwich. Nell'estate 2004 passa all'Hull City. Nel marzo 2005 viene ceduto all'Oldham Athletic. Nell'estate 2005 passa al Tranmere Rovers. Nel 2006 viene acquistato dal Rotherham United. Nel 2007 passa al Gillingham. Nel marzo 2008 viene ceduto in prestito al Wycombe Wanderers. Rientrato dal prestito, viene ceduto a titolo definitivo al Notts County. Nel novembre 2009 viene prestato al Lincoln City. Nell'estate 2010 viene acquistato dal Lincoln City. Nel 2011 viene ceduto all'Hereford United, con cui gioca la sua ultima stagione. Nel 2012 si ritira.

### Nazionale
Ha debuttato in Nazionale il 28 giugno 2009, nell'amichevole Grenada-Antigua e Barbuda (2-2). Ha messo a segno le sue prime reti con la maglia della Nazionale il 24 ottobre 2010, in Grenada-Saint Kitts e Nevis (2-0), in cui mette a segno entrambe le reti. Ha partecipato, con la Nazionale, alla Gold Cup 2009 e alla Gold Cup 2011. Ha collezionato in totale, con la maglia della Nazionale, 15 presenze e due reti.